# Aeropuerto General Manuel Serrano
El Aeropuerto General Manuel Serrano (IATA: MCH, OACI: SEMH) fue un aeropuerto que sirvió a la ciudad de Machala, El Oro, su nombre se debe al general liberal Manuel Serrano Renda (1844-1912). En 2009 cerró sus operaciones comerciales y se reconvirtió en el parque Zoila Ugarte. 
El aeropuerto está en una elevación de 3 metros (11 pies) sobre del nivel del mar. Solo tuvo una pista de aterrizaje designada 14/32 con superficie de asfalto midiendo 5,493 pies (1,674 metros).

## Aerolíneas y destinos
| Destinos                                                             | Aeropuertos                                     | Aerolíneas                    | Fecha de cese |
| -------------------------------------------------------------------- | ----------------------------------------------- | ----------------------------- | ------------- |
| Guayaquil, Guayas                                                    | Aeropuerto Internacional José Joaquín de Olmedo | Ícaro Air TAME Express Saereo | 2009          |
| Quito, [[Archivo:\|20x20px\|border\|Bandera de Pichincha]] Pichincha | Aeropuerto Internacional Mariscal Sucre         | Ícaro Air TAME Express Saereo | 2009          |